# احمد الخاطر
احمد الخاطر (انگلیسی: Ahmed Al-Khater؛ زادهٔ ۱۶ دسامبر ۱۹۸۵) یک ورزشکار اهل عربستان سعودی است.
از باشگاه‌هایی که در آن بازی کرده‌است می‌توان به باشگاه فوتبال الرائد عربستان سعودی و باشگاه فوتبال الحزم عربستان سعودی اشاره کرد.